# Södra Sånghustjärnen
Södra Sånghustjärnen är en sjö i Ljusdals kommun i Hälsingland och ingår i Ljusnans huvudavrinningsområde.